# Stygnus klugi
Stygnus klugi – gatunek kosarza z podrzędu Laniatores i rodziny Stygnidae.

## Występowanie
Gatunek wykazany z Peru.